# Brian Wandell

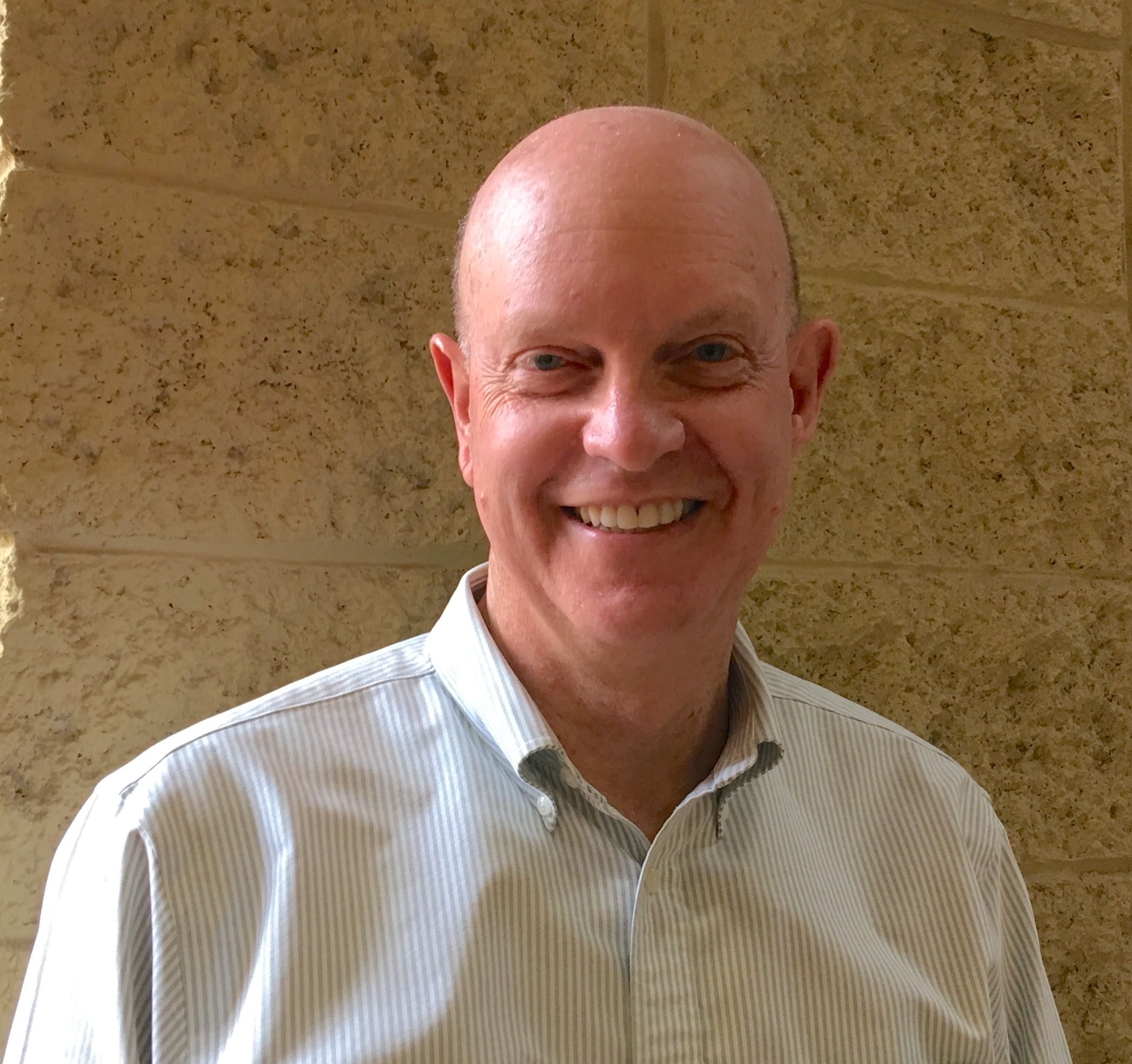
Brian Wandell (2019)

Brian A. Wandell (* 1953) ist ein US-amerikanischer Neurowissenschaftler.
Er ist Professor an der Stanford University. Dort ist er Isaac and Madeline Stein Family Professor und Direktor des Stanford Center for Cognitive and Neurobiological Imaging sowie Stellvertretender Direktor des Wu Tsai Neuroscience Institute.
1977 wurde er an der University of California, Irvine zum PhD promoviert.
Eines seiner Forschungsgebiet ist das Sehen, insbesondere das Farbensehen und das Lesen.

## Auszeichnungen
- 1987: Troland Research Award
- 2003: Mitglied der National Academy of Sciences
- 2011: Mitglied der American Academy of Arts and Sciences
- 2016: George A. Miller Prize in Cognitive Neuroscience

## Schriften (Auswahl)
- Engel, S. A., Rumelhart, D. E., Wandell, B. A., Lee, A. T., Glover, G. H., Chichilnisky, E. J., & Shadlen, M. N. (1994): fMRI of human visual cortex. Nature, 369(6481), 525–525.
- Buch: Foundations of Vision: Behavior, Neuroscience and Computation: Behaviour, Neuroscience and Computation. Sinauer 1995. ISBN 978-0878938537.
- Logothetis, Nikos K., and Brian A. Wandell: Interpreting the BOLD signal. Annu. Rev. Physiol. 66 (2004): 735–769.
- Wandell, Brian A., Serge O. Dumoulin, and Alyssa A. Brewer: Visual field maps in human cortex. Neuron 56.2 (2007): 366–383.
- Wandell BA: The neurobiological basis of seeing words. Ann N Y Acad Sci. 2011 Apr;1224(1): 63–80. doi:10.1111/j.1749-6632.2010.05954.x.
- Wandell, Brian A., and Rosemary K. Le: Diagnosing the neural circuitry of reading. Neuron 96.2 (2017): 298–311.